# 535

## Decese
- 8 mai: Papa Ioan al II-lea al 56-lea papă al Bisericii Catolice (n. 470)
- 30 aprilie: Amalasuntha  (n. 498)